# Stratégies et structures de l'entreprise
 (février 2025).
Motif : TI ?
- Archive Wikiwix
- Bing
- Cairn
- DuckDuckGo
- E. Universalis
- Gallica
- Google
- G. Books
- G. News
- G. Scholar
- Persée
- Qwant
- (zh) Baidu
- (ru) Yandex
- (wd) trouver des œuvres sur Wikidata

| 1. | Préciser le motif de la pose du bandeau. | Précisez le motif de la pose du bandeau en utilisant la syntaxe suivante : {{admissibilité à vérifier\|date=avril 2025\|motif=remplacez ce texte par le motif}}                                               |
| 2. | Informer les utilisateurs concernés.     | Pensez à avertir le créateur de l'article, par exemple, en insérant le code ci-dessous sur sa page de discussion : {{subst:avertissement admissibilité à vérifier\|Stratégies et structures de l'entreprise}} |

 (février 2025).
Si vous disposez d'ouvrages ou d'articles de référence ou si vous connaissez des sites web de qualité traitant du thème abordé ici, merci de compléter l'article en donnant les références utiles à sa vérifiabilité et en les liant à la section « Notes et références ».
 (février 2025).
La mise en forme du texte ne suit pas les recommandations de Wikipédia : il faut le « wikifier ».
Les points d'amélioration suivants sont les cas les plus fréquents. Le détail des points à revoir est peut-être précisé sur la page de discussion.
- Les titres sont pré-formatés par le logiciel. Ils ne sont ni en capitales, ni en gras.
- Le texte ne doit pas être écrit en capitales (les noms de famille non plus), ni en gras, ni en italique, ni en « petit »…
- Le gras n'est utilisé que pour surligner le titre de l'article dans l'introduction, une seule fois.
- L'italique est rarement utilisé : mots en langue étrangère, titres d'œuvres, noms de bateaux, etc.
- Les citations ne sont pas en italique mais en corps de texte normal. Elles sont entourées par des guillemets français : « et ».
- Les listes à puces sont à éviter, des paragraphes rédigés étant largement préférés. Les tableaux sont à réserver à la présentation de données structurées (résultats, etc.).
- Les appels de note de bas de page (petits chiffres en exposant, introduits par l'outil «  Source ») sont à placer entre la fin de phrase et le point final[comme ça].
- Les liens internes (vers d'autres articles de Wikipédia) sont à choisir avec parcimonie. Créez des liens vers des articles approfondissant le sujet. Les termes génériques sans rapport avec le sujet sont à éviter, ainsi que les répétitions de liens vers un même terme.
- Les liens externes sont à placer uniquement dans une section « Liens externes », à la fin de l'article. Ces liens sont à choisir avec parcimonie suivant les règles définies. Si un lien sert de source à l'article, son insertion dans le texte est à faire par les notes de bas de page.
- La présentation des références doit suivre les conventions bibliographiques. Il est recommandé d'utiliser les modèles {{Ouvrage}}, {{Chapitre}}, {{Article}}, {{Lien web}} et/ou {{Bibliographie}}. Le mode d'édition visuel peut mettre en forme automatiquement les références.
- Insérer une infobox (cadre d'informations à droite) n'est pas obligatoire pour parachever la mise en page.

Pour une aide détaillée, merci de consulter Aide:Wikification.
Si vous pensez que ces points ont été résolus, vous pouvez retirer ce bandeau et améliorer la mise en forme d'un autre article.
Stratégies et structures de l'entreprise est un livre d'Alfred Chandler édité en 1962. La traduction en français a été éditée en 1989 (Paris, Organisation).

## Objectifs de l'opus
L’ouvrage Stratégies et structures est, essentiellement, un ouvrage de descriptions organisationnelles. Ces études comparatives présentent quatre dimensions de l’intégration verticale. Celles-ci sont présentées par des descriptions organisationnelles de grandes firmes historiques de l’économie des États-Unis ; elles exemplifient également quatre dimensions de la problématique propre à la gestion, lors du développement d’une firme. C’est, en effet, le cumul des fonctions et des organisations qui oblige les gestionnaires : maison  soit à innover une nouvelle organisation. L’innovation organisationnelle est une manière de développer l’entreprise, pour que les gestionnaires, tel que le dit si pertinemment Brown, « [y voient] plus clair ». C'est-à-dire cette aptitude à prendre conscience de l’inadéquation de l’organisation vis-à-vis d’une meilleure économie de la coordination des biens.
Pour les gestionnaires d’une entreprise, le souci de visibilité prend la forme d’un besoin de données chiffrées sur les activités de l’entreprise ; l’organisation vise à fixer le périmètre de chaque entité fonctionnelle et de définir strictement chacune des responsabilités du management opérationnel. Nous verrons, dans La main visible des managers, que chaque outil de gestion correspond à son degré de prévisibilité, de rapidité : pourvoir à la connaissance des flux de l’entreprise. C'est-à-dire la visibilité du lien entre la production et la distribution du produit.

## Problématiques de l'auteur
Par « entreprise industrielle », Chandler entend nommer « toute grosse entreprise privée, orientée vers le profit, qui intervient, au moins partiellement, dans la chaîne des opérations industrielles subies par les produits, depuis l’approvisionnement en matière première, jusqu’à la vente des produits finis » (p. 34).
L’entreprise est une entité juridique, mais également un agent économique : « une sous-espèce de ce que Werner Sombart a appelé l’entreprise capitaliste qui, en tant qu’organisme économique indépendant est placé au-dessus des individus qui le constituent. Cette entité devient ensuite l’agent dans toutes les transactions et mène, pour ainsi dire, une vie propre, souvent plus longue que celle des hommes qui la compose » (p. 34).
Au cœur de cette notion d’entreprise, apparaît une des caractéristiques de la gestion, selon Chandler : c’est cette « fonction définie et indépendante » des techniques – achats, vente, production… – qui est « plus administrative que technique » (p. 36) ; cette fonction est donc celle d’une activité de coordination, une amélioration des liaisons dans les échanges de biens et de services.
Cette définition cumule à la fois les deux dimensions d’amélioration et de supervision des activités. Ce serait un art d’administration de la structure – entreprise industrielle –, comme de ses flux – de l’approvisionnement à la distribution.
Ainsi, l’entreprise est cette accumulation de fonctions et de métiers spécifiques ; son objectif est l’élaboration d’un bien ; cette science des organisations est à la fois celle des « voies hiérarchiques et de communication entre les différents niveaux et cadres administratifs » ; mais également celle « [des] informations et [des] données circulant par le canal de ces [i.e. hiérarchies et niveaux administratifs] voies » (p. 42).
De ce fait, la gestion peut être vue comme ce mouvement interstitiel : celui de l’organisation établie et l’art de son développement. En effet, « on peut déduire de ces propositions que l’organisation est fonction de la politique, et que l’organisation la plus complexe résulte du cumul de plusieurs fonctions politiques de base. L’expansion en volume a amené la création d’une direction administrative responsable d’une activité dans une région déterminée, la dispersion géographique a nécessité la mise en place d’une direction départementale chargée de superviser plusieurs unités opérationnelles. Le fait de se lancer dans des activités nouvelles a demandé la création d’une direction centrale et d’une organisation multi départementale, tandis que le développement de produit nouveaux ou une expansion progressive sur le plan national et international ont entraîné la formation d’une organisation multidivisionnelle ayant à sa tête une direction générale. La politique d’intégration est, pour Chandler : le fait de se lancer dans des activités nouvelles, et politique de diversification, le développement de produits nouveaux » (p. 43).
La question posée par Chandler est celle du passage entre le « cumul » des fonctions de production, provoquant ces « besoins administratifs nouveaux », et la mise en œuvre d’une « réorganisation ». C’est, pour Chandler, cette « aptitude à déceler les mécanismes cruciaux » (p. 44) ; il l’affirme de manière péremptoire, l’inverse est impensable : l’« expansion sans réorganisation ne peut mener qu’à une impasse économique » (p. 45).

## Les quatre dimensions de la visibilité organisationnelle
Dans Stratégie et structure, Chandler retient quatre dimensions de la visibilité, pour une meilleure gestion des grandes firmes : une information de gestion rigoureuse et chiffrée, une centralisation de la décision et donc une remontée de cette information, une entreprise dont les directions fonctionnelles sont coordonnées entre elles, et puis une distribution décentralisée qui répond à la fonction stratégique.

### Visibilité des activités par l’information de gestion
C'est-à-dire entreprendre une centralisation des processus de décision de l’entreprise ; c’est également l’élaboration de mesures fiables pour que la gestion possède une visibilité satisfaisante des activités de l’entreprise. Les chiffres transportent les informations de l’entreprise. Ceci afin de pouvoir statuer de meilleures décisions. Cette expansion de la visibilité est une démarche de rationalisation des prises de décisions ; elle nécessite, donc, un grand travail de définition des périmètres, une définition des standards de gestion. Tous ces indicateurs doivent être conformes aux responsabilités des cadres intermédiaires ; ceux-ci doivent détenir des processus clairs et acceptés. La visibilité suppose ainsi de remplacer le manager « personnel » – du chef hiérarchique au subordonné – au responsable dont la charge première est la transmission des chiffres de l’activité de l’entreprise pour son périmètre. Tous sont des responsables d’opérations décentralisées, et doivent transmettre une information synthétique sur ceux-ci. C'est-à-dire, l’intégration verticale de la firme opère ainsi une mise à distance (et in fine une séparation) de la responsabilité des activités : les dirigeants ne sont plus que responsables des chiffres, synthèses de toutes les opérations ; aux chefs fonctionnels sont déplacées les responsabilités d’administration. Toute la direction des activités dépend de la manière dont cette information est, à la fois rigoureuse, homogène et transparente.

### Fonction centrale décisionnaire en quête de visibilité
La fonction décisionnaire est plus efficiente lorsqu’elle est centralisée et en petit nombre. D’où le développement des questions de gestion opérationnelle, chez tous les comités de direction des grandes firmes ; cette gestion opérationnelle tend à se séparer, de plus en plus, des responsabilités stratégiques : celles de prévision, de planification et de budgétisation du fonctionnement de l’entreprise. Or, les problèmes de cet organe de décision ont toujours été le manque de vision de ses décideurs. D’où l’importance de structurer une information claire ; celle-ci doit donner une visibilité fiable sur les activités de l’entreprise. Pour cela, il convient de mettre en place une organisation, avec un soin tout particulier pour la délimitation de chacune des responsabilités des chefs d’exploitation. Pour chaque responsable, le devoir est de transmettre l’information au sommet de l’entreprise. Afin que l’instance décideur, la direction générale, puisse prendre les décisions les plus saillantes sur le devenir stratégique de l’entreprise.

### De la direction à la coordination: l’entreprise multifonctionnelle
L’objectif de la réorganisation de l’entreprise est de donner les responsabilités opérationnelles à plusieurs divisions fonctionnelles. Cette délégation des activités a pour objectif de délester les dirigeants des responsabilités de production ; eux doivent se concentrer dans des missions plus stratégiques. De ce fait, des grandes directions fonctionnelles structurent l’entreprise, en donnant une pleine responsabilité de leurs fonctions à leurs chefs ; en distinguant les limites des responsabilités et des responsables production fonctionnels. Ceux-ci ont pour mission de donner les informations nécessaires au comité de direction. Les dirigeants coordonnent les fonctions ; les responsables de division administrent les fonctions de l’entreprise. Finalement, c’est une centralisation de l’information, sur toute l’entreprise, qui permet de donner des chiffres pertinents, des missions de cadrage aux responsables de la production ; toutes les informations nécessaires sont étendues à l’entreprise entière, pour que les décisions opérationnelles prennent en compte le fonctionnement global de l’entreprise. Ainsi, la visibilité du management intermédiaire sur son activité est étendue. Dès lors, diriger est moins un ordre de décisions hiérarchiques, qu’une chaîne de responsables, dont les managers dirigeants doivent assurer la bonne  coordination.

### La décentralisation de la distribution
Ce processus est devenu un enjeu crucial pour les firmes modernes, tant elles cherchent à baisser leurs coûts ; pour cela, il leur faut un fort investissement dans des infrastructures de production en masse. Dans la même mesure, il s’agit de développer la commercialisation des produits. Il s’agit, dès lors, de développer un réseau commercial avec un système d’information coordonnant sur tout le territoire des filiales de distribution et de vente. Par le développement de ce système d’information de distribution, il s’agit de centraliser les allocations de moyens. Avec la centralisation de l’information, les réseaux de vente peuvent être décentralisés. Cette centralisation de l’information peut diffuser une information commerciale pertinente : celle qui rend capables les acteurs locaux de disposer des éléments organisationnels de leurs activités de vente. Ces acteurs ont alors une vue plus grande sur l’entreprise ; de fortes synergies peuvent s’agencer, pour développer une connaissance des clients et faire baisser le prix des produits.

## Les invariants des recherches d’organisation plus «claires»
Chandler a donc posé, par cette étude historique comparative, les grands principes des innovations en matière d’organisation. Se pose alors la question des invariants de ces processus d’innovation organisationnelle par les managers, afin qu’ils aient une meilleure organisation et vision sur leur organisation.
L’énoncé de base est celui du développement de la firme. Pour trouver de nouvelles formes d’organisation, les gestionnaires doivent résoudre les problèmes de cumul de fonctions et d’organisation. Et des invariants existent pour comprendre ces processus de création organisationnelle. Ils sont principalement fondés sur une attitude réflexive par rapport à l’organisation existante. Ainsi, de petits groupes de managers, hautement positionnés dans l’entreprise, veulent « voir plus clair » sur leur organisation. C'est-à-dire qu’ils exigent, le plus souvent, une intégration verticale de l’entreprise : pour que les décideurs puissent posséder une information plus étendue de l’entreprise. Cette centralisation des décisions répond à une demande de visibilité plus grande sur l’activité de l’entreprise. Il s’agit de faire de la structure, l’innovation d’une nouvelle autre structure. Et le rôle des innovateurs est crucial, leur personnalité influe beaucoup ; les facteurs d’émergence de restructuration sont l’analyse d’un petit groupe restreint, avec une forte culture d’ingénieurs ; ceux-ci doivent inciter les gestionnaires à faire des études organisationnelles les plus précises, afin d’améliorer la portée et la nature des organisations existantes.
Les invariants et les conditions universelles d’émergence sont à relativiser, puis il existe des différences sectorielles, il y a des réussites, mais également des échecs relatifs de ces intégrations verticales. Malgré cela, Chandler croit profondément que cette centralisation permet de disposer d’une information plus fiable, donnant une plus grande visibilité sur l’activité de l’entreprise ; celle-ci nécessite de meilleures organisations, aux objectifs définis et chiffrés : en quête de la rationalité de sa gestion, celle de l’entreprise moderne.